# Piotr Kopiec
Piotr Szymon Kopiec – polski teolog i socjolog, profesor doktor habilitowany nauk teologicznych, nauczyciel akademicki Wydziału Teologii Katolickiego Uniwersytetu Lubelskiego Jana Pawła II, specjalista w zakresie ekumenizmu, socjologii rodziny i teologii ekumenicznej.

## Życiorys
W 2007 na Wydziale Teologii Katolickiego Uniwersytetu Lubelskiego Jana Pawła II na podstawie rozprawy pt. Wiarygodność Kościoła w teologicznej interpretacji Dietricha Bonhoeffera (promotor: Leonard Górka) uzyskał stopień naukowy doktora nauk teologicznych (specjalność: ekumenizm). W 2012 na Wydziale Nauk Społecznych KUL na podstawie pracy pt. Model małżeństwa i rodziny w luteranizmie. Założenia i kierunki zmian (promotor: Piotr Kryczka) otrzymał stopień doktora nauk humanistycznych w zakresie socjologii. W 2016 Rada Wydziału Teologii KUL nadała mu stopień doktora habilitowanego nauk teologicznych (specjalność: teologia ekumeniczna) uwzględniając jego dorobek naukowy oraz rozprawy pt. Konsumpcjonizm. Perspektywa protestanckiej koncepcji człowieka i społeczeństwa. Postanowieniem Prezydenta RP 20 grudnia 2021 otrzymał tytuł profesora nauk teologicznych.
Pracuje w Instytucie Ekumenicznym Wydziału Teologii KUL.

## Członkostwo w stowarzyszeniach
- International Ecumenical Fellowship (przewodniczący regionu polskiego)
- European Society for Ecumenical Research „Societas Oecumenica”
- Towarzystwo Teologów Ekumenistów[3]